# Collegio elettorale di Napoli - Fuorigrotta (Senato della Repubblica)
Il collegio Napoli - Fuorigrotta fu un collegio elettorale uninominale della Repubblica Italiana per l'elezione del Senato della Repubblica. Apparteneva alla Circoscrizione Campania e fu utilizzato per eleggere un senatore nella XII, XIII e XIV legislatura.
Venne istituito nel 1993 con la cosiddetta Legge Mattarella (Legge n. 276, Norme per l'elezione del Senato della Repubblica), attuata in seguito al referendum abrogativo del 1993. La legge istituì per la Camera dei deputati e per il Senato della Repubblica un sistema di elezione misto, in parte maggioritario e in parte proporzionale. Il 75% dei parlamentari dell'assemblea veniva eletto in collegi uninominali tramite sistema maggioritario a turno unico; il restante 25% al Senato veniva eletto tramite recupero proporzionale dei più votati non eletti attraverso un meccanismo di calcolo denominato "scorporo", cioè sottraendo dal conteggio dei voti totali di una lista nella parte proporzionale i voti ottenuti dai candidati collegati alla medesima lista che erano eletti nei collegi uninominali con il sistema maggioritario.
Il collegio venne abolito insieme a tutti gli altri che costituivano il Senato con la promulgazione della legge elettorale successiva, la cosiddetta Legge Calderoli. Questa prevedeva un sistema proporzionale con premio di maggioranza, che al Senato veniva attribuito a livello regionale.

## Territorio
Il collegio Napoli - Fuorigrotta era uno dei 22 collegi uninominali in cui era suddivisa la Campania e, come previsto dal D.Lgs. del 20 dicembre 1993 n. 535, comprendeva parte del comune di Napoli, che complessivamente contava quattro collegi uninominali al Senato.

## Eletti
| Elezione | Elezione | Senatore         | Partito            |
| -------- | -------- | ---------------- | ------------------ |
|          | 1994     | Raffaele Bertoni | Progressisti (PDS) |
|          | 1996     | Raffaele Bertoni | L'Ulivo (PDS)      |
|          | 2001     | Fulvio Tessitore | L'Ulivo (DS)       |

## Dati elettorali

### XII legislatura
|                               | Raffaele Bertoni ✔️ Eletto   | Progressisti                | 58 384  | 51,32 |  |  |  |  |  |
|                               | Luigi Agnese                 | Polo del Buon Governo       | 37 878  | 33,30 |  |  |  |  |  |
|                               | Giovanna Terranova in Porzio | Patto per l'Italia          | 11 776  | 10,35 |  |  |  |  |  |
|                               | Luigi Carannante             | Alleanza Meridionale        | 3 607   | 3,17  |  |  |  |  |  |
|                               | Gaetano Rosiello             | Unione Cristiani Riformisti | 2 119   | 1,86  |  |  |  |  |  |
| Totale                        | Totale                       | Totale                      | 113 764 | 100   |  |  |  |  |  |
|                               |                              |                             |         |       |  |  |  |  |  |
| Voti non validi               | Voti non validi              | Voti non validi             | 8 237   | 6,75  |  |  |  |  |  |
| Votanti                       | Votanti                      | Votanti                     | 122 001 | 76,19 |  |  |  |  |  |
| Elettori                      | Elettori                     | Elettori                    | 160 121 |       |  |  |  |  |  |
|                               |                              |                             |         |       |  |  |  |  |  |
| Data: 27-28 marzo 1994        |                              |                             |         |       |  |  |  |  |  |
| Fonte: Ministero dell'interno |                              |                             |         |       |  |  |  |  |  |

### XIII legislatura
|                               | Raffaele Bertoni ✔️ Eletto | L'Ulivo                            | 61 194  | 54,49 |  |  |  |  |  |
|                               | Elio Bellecca              | Polo per le Libertà                | 43 907  | 39,10 |  |  |  |  |  |
|                               | Mario Daniele              | Movimento Sociale Fiamma Tricolore | 4 562   | 4,06  |  |  |  |  |  |
|                               | Aniello D'Avino            | Socialista                         | 1 470   | 1,31  |  |  |  |  |  |
|                               | Antonio Bennato            | Democrazia Sociale                 | 1 174   | 1,05  |  |  |  |  |  |
| Totale                        | Totale                     | Totale                             | 112 307 | 100   |  |  |  |  |  |
|                               |                            |                                    |         |       |  |  |  |  |  |
| Voti non validi               | Voti non validi            | Voti non validi                    | 6 736   | 5,66  |  |  |  |  |  |
| Votanti                       | Votanti                    | Votanti                            | 119 043 | 72,74 |  |  |  |  |  |
| Elettori                      | Elettori                   | Elettori                           | 163 661 |       |  |  |  |  |  |
|                               |                            |                                    |         |       |  |  |  |  |  |
| Data: 21 aprile 1996          |                            |                                    |         |       |  |  |  |  |  |
| Fonte: Ministero dell'interno |                            |                                    |         |       |  |  |  |  |  |

### XIV legislatura
|                               | Fulvio Tessitore ✔️ Eletto | L'Ulivo                              | 44 802  | 42,81 |  |  |  |  |  |
|                               | Salvatore Varriale         | Casa delle Libertà                   | 41 793  | 39,94 |  |  |  |  |  |
|                               | Enrico Angelone            | Partito della Rifondazione Comunista | 7 542   | 7,21  |  |  |  |  |  |
|                               | Antonio Velonà             | Lista Di Pietro                      | 3 667   | 3,50  |  |  |  |  |  |
|                               | Raffaele Reina             | Democrazia Europea                   | 2 469   | 2,36  |  |  |  |  |  |
|                               | Achille Della Ragione      | Lista Pannella-Bonino                | 2 231   | 2,13  |  |  |  |  |  |
|                               | Carlo Fiorillo             | Fiamma Tricolore                     | 1 690   | 1,61  |  |  |  |  |  |
|                               | Giovanni Lezzi             | Forza Nuova                          | 452     | 0,43  |  |  |  |  |  |
| Totale                        | Totale                     | Totale                               | 104 646 | 100   |  |  |  |  |  |
|                               |                            |                                      |         |       |  |  |  |  |  |
| Voti non validi               | Voti non validi            | Voti non validi                      | 11 673  | 10,04 |  |  |  |  |  |
| Votanti                       | Votanti                    | Votanti                              | 116 319 | 68,91 |  |  |  |  |  |
| Elettori                      | Elettori                   | Elettori                             | 168 793 |       |  |  |  |  |  |
|                               |                            |                                      |         |       |  |  |  |  |  |
| Data: 13 maggio 2001          |                            |                                      |         |       |  |  |  |  |  |
| Fonte: Ministero dell'interno |                            |                                      |         |       |  |  |  |  |  |